# ويليام هنري ماكلويد ريد
ويليام هنري ماكلويد ريد (7 فبراير 1819 – 10 مايو 1909) هو مستعمر بريطاني ومشارك نشط في الحياة التجارية والسياسية والاجتماعية في سنغافورة وولايات شبه جزيرة ملايو بين عامي 1841 و1887.
كان لدى ريد مشاركات متواصلة في السياسة الإقليمية، بما في ذلك تأسيس الوجود الاستعماري البريطاني في بورنيو من خلال الرئاسة المشتركة للرابطة البريطانية شمال بورنيو في عام 1881 من خلال شركة شمال بورنيو المرخصة.
قام بتأسيس نادي سنغافورة تيرف، المعروف سابقًا باسم نادي سنغافورة الرياضي في 4 أكتوبر 1842. بمناسبة الذكرى الرابعة والعشرين لتأسيس سنغافورة الحديثة من قبل السير ستامفورد رافلز.